# Gersenda de Forcalquier
Gersenda (ou Garsinda ou Garsenda) de Sabran (c. 1180 - c. 1242/1257) foi condessa de Forcalquier e condessa consorte da Provença por casamento. Ela trouxe Forcalquier para a Casa de Barcelona e o uniu ao Condado da Provença. Ela também foi patrocinadora da literatura occitana, tendo ela mesma escrito alguns poemas líricos e é considerada uma trobairitz (trovadora) como Gersenda de Proensa (ou Proença).

## Biografia

Brasão da família de Sabran, da qual Gersenda fazia parte.

Gersenda era filha de Rénier de Sabran, senhor de Caylar e de Ansouis, e de Gersenda de Forcalquier, filha e herdeira de Guilherme IV de Forcalquier, mas que morreu antes do pai, passando o direito de herança para a filha.

### União com a Provença
Tinha apenas treze anos de idade quando, em 1193, seu avô e Afonso II, rei de Aragão, assinaram o Tratado de Aix, pelo qual Gersenda herdaria o Condado de Guilherme e se casaria com o segundo filho de Afonso, que o sucederia como conde da Provença. O casamento aconteceu em Aix-en-Provence, em 1193.
Gersenda foi condessa da Provença como esposa de Afonso II a partir de 1195, e condessa de Forcalquier por direito próprio a partir de 1209. O casal teve dois filhos:
- Raimundo Berengário (c. 1198 - 19 de agosto de 1245), conde da Provença e de Forcalquier;
- Gersenda, casada com Guilherme II, visconde de Béarn.

### Regência
Em 1209, tanto seu avô quanto seu esposo faleceram, e Gersenda tornou-se a guardiã natural de seu herdeiro, seu filho Raimundo Berengário. No começo, seu cunhado, o rei Pedro II de Aragão, atribuiu a regência do Condado da Provença para seu tio Sancho, mas quando Pedro faleceu, em 1213, Sancho tornou-se regente de Aragão e passou a Provença e Forcalquier para seu filho, Nuno. Surgiu então dissensões entre os catalães e os partidários da condessa, os quais acusavam de Nuno de tentar tomar o lugar de Raimundo Berengário no condado. A aristocracia provençal originalmente aproveitou-se da situação antender a seus próprios interesses, mas enfim acabou se aliando a Gersenda e removeu Nuno, que voltou para a Catalunha. A regência então foi passada para Gersenda e um conselho regencial foi formado com nobres nativos.

### Patrocinadora das artes
Foi provavelmente durante seu mandato como regente que Gersenda se tornou o foco de um círculo literário de poetas, embora a vida (biografia curta em prosa de um trovador, escrita em occitano) de Elias de Barjols refira-se a seu patrocinador como "Afonso". 
Há uma tenzón (estilo de canção occitana favorita dos trovadores) entre uma bona dompna (boa senhora), identificada em um cancioneiro como la contessa de Proessa, e um trovador anônimo. As duas coblas (estrofes) de troca são encontradas em duas ordens diferentes em dois cancioneiros que as preservam. Não é possível saber, portanto, quem falava primeiro, mas a parte da mulher inicia-se assim: Vos q'em semblatz dels corals amadors (Vós sois tão adequado para ser um amante). No poema, a condessa declara seu amor ao interlocutor, que então lhe responde cortesmente, embora com cuidado. Sob algumas interpretações, o trovador é Gui de Cavalhon, cuja vida repete o rumor (provavelmente infundado) de que ele era amante de Gersenda. Gui, todavia, esteve na corte provençal entre 1200 e 1209, empurrando a data da tenzón um pouco para frente.
Elias de Barjols aparentemente "apaixonou-se" por ela quando viúva e compôs canções sobre ela "pelo resto de sua vida", até entrar para um mosteiro. Raimundo Vidal também louvou seu famoso patrocínio aos trovadores.

### Últimos anos
Em 1220, Guilherme de Sabran, que reivindicava Forcalquier e estava em revolta na região de Sisteron, foi neutrazilado em parte pelo arcebispo de Aix. Entre 1217 e 1220, Gersenda finalmente cedeu as rédeas do governo a seu filho, e se retirou para a Abadia de La Celle.
Acredita-se que tenha falecido em 1242, mas poderia ter vivido ao menos até 1257, quando uma mulher com seu nome fez uma doação para uma igreja sob a condição de que três sacerdotes rezassem por sua alma e pela de seu esposo.